# Oribatula kelbadjarica
Oribatula kelbadjarica är en kvalsterart som först beskrevs av Kulijev 1962.  Oribatula kelbadjarica ingår i släktet Oribatula och familjen Oribatulidae. Inga underarter finns listade i Catalogue of Life.